# Giorgio Miceli
Giogio Miceli (Reggio Calabria, 1836 - 1895) fou un compositor italià del Romanticisme.
Pertanyia a una família de classes mitja i als set anys començà l'estudi de la música. Havent estat el seu pare condemnat a galeres per haver pres part en la revolució de 1847, el jove Giorgio passà a Nàpols i alà continuà els seus estudis musicals amb molt de profit. El 1852, i quan amb prou feines contava disset anys, donà al teatre la seva òpera Zoe, que assolí un bon èxit, ja que es representà unes 40 vegades; no fou tan ben rebuda la seva segona obra Gli amanti aessagenarii, que fou estrenada l'any següent, però el 1854 aconseguí nous èxits amb la seva producció Il conte di Rossiglione; a la setena representació d'aquesta el govern la prohibí per odi al nom de l'autor; aquest i la seva família hagueren de patir la colera dels Borbons fins a l'any 1860, en què fou incorporat a Itàlia el Regne de Nàpols.
Durant aquest temps Miceli es dedicà a l'ensenyança del piano, però sense abandonar en absolut la composició: prengué part en diversos concursos musicals, sobretot a Nàpols i Florència, en els que resultaren premiades algunes de les seves composicions. El 1871 tornà a dar produccions al teatre. L'ombra blanca es representà aquest any, i el 1875 es posà en escena a Nàpols la seva opereta La fata, i posteriorment el 1878 Il convitto di Baldassare, drama líric en quatre actes, que és la seva producció teatral més notable. Per aquesta època dirigí l'orquestra del Politeama, teatre napolità, i des de 1887 fins al 1894 fou director del Conservatori de Palerm.
Entre les seves altres produccions no escèniques figuren: Trios, quatuors; Inno a la marina italiana, Canto dei marinari della flotta italiana, Souvenir de Florence, àlbum que conté sis peces per a piano; Lagrime e Speranze, àlbum amb cinc peces per a cant: Sospiri dell'anima, àlbum amb cinc peces per a cant; serenates, un Miserere, que s'executà amb èxit en diverses esglésies de Nàpols, etc,. La majoria d'aquestes produccions no teatrals foren publicades per l'autor.